# Ябаана
Ябаана (Jabaana, Yabaâna, Yabarana) — мёртвый аравакский язык, который раньше был распространён у притоков левого берега реки Негро, у истоков рек Кауаборис и Марауя, штата Амазонас в Бразилии. Отличается от языка ябарана, распространённого в Венесуэле. В 1986 году SIL International насчитала 90 носителей ябаана. В настоящее время ябаана говорят на португальском языке.